# Травневе (Старобільський район)
Тра́вневе (до 1982 р. — Брусівка) — село в Україні, у Міловській селищній громаді Старобільського району Луганської області. Населення становить 398 осіб.
Село засноване у XVIII ст. землевласником Брусовим, від прізвища якого походить перша назва села.

## Населення
За даними перепису 2001 року населення села становило 398 осіб, з них 7,54% зазначили рідною мову українську, а 92,46% — російську.